# Куба на Светском првенству у атлетици у дворани 2022.
Куба је на 18. Светском првенству у атлетици у дворани 2022. одржаном у Београду од 18. до 20. марта учествовала осамнаести пут, односно учествовала је на свим првенствима до данас. Репрезентацију Кубе представљало је 5 такмичара (2 мушкарца и 3 жене), који су се такмичили у 4 дисциплина (2 мушке и 2 женске).,
На овом првенству представници Кубе су освојили 1 медаљу и то златну. Овим успехом Куба је делила 14 место у укупном пласману освајача медаља.
У табели успешности према броју и пласману такмичара који су учествовали у финалним такмичењима (првих 8 такмичара) Куба је са 2 учесника у финалу делила 22. место са 12 бодова.
| Пл.  | Земља | 1. место | 2. место | 3. место | 4. место | 5. место | 6. место | 7. место | 8. место | Бр. фин. | Бод. |
| ---- | ----- | -------- | -------- | -------- | -------- | -------- | -------- | -------- | -------- | -------- | ---- |
| =22. | Куба  | 1        | 0        | 0        | 0        | 1        | 0        | 0        | 0        | 2        | 12   |

## Учесници
| Мушкарци: - Мајкел Масо — Скок удаљ - Лазаро Мартинез — Троскок | Жене: - Роксана Гомез — 400 м - Liadagmis Povea — Троскок - Лејанис Перез Ернандез — Троскок |

## Освајачи медаља (1)

### злато(1)
- Лазаро Мартинез — Троскок

## Резултати

### Мушкарци
| Атлетичар       | Дисциплина | Лични рекорд | Финале       | Финале       | Детаљи |
| Атлетичар       | Дисциплина | Лични рекорд | Резултат     | Место        | Детаљи |
| --------------- | ---------- | ------------ | ------------ | ------------ | ------ |
| Мајкел Масо     | скок удаљ  | 8,39 o       | Без пласмана | Без пласмана |        |
| Лазаро Мартинез | Троскок    | 17,28 o      | 17,64 ЛРС    |              |        |

### Жене
| Атлетичарка            | Дисциплина | Лични рекорд | Квалификације | Квалификације | Полуфинале | Полуфинале | Финале                | Финале       | Детаљи |
| Атлетичарка            | Дисциплина | Лични рекорд | Резултат      | Место         | Резултат   | Место      | Резултат              | Место        | Детаљи |
| ---------------------- | ---------- | ------------ | ------------- | ------------- | ---------- | ---------- | --------------------- | ------------ | ------ |
| Роксана Гомез          | 400 м      | 49,71        | 52,25 кв, ЛРС | 4. у гр. 5    | 52,28      | 5. у гр. 1 | Није се квалификовала | 10 / 44 (45) |        |
| Liadagmis Povea        | Троскок    | 14,93 о      |               |               |            |            | 14,45 ЛРС             | 5 / 16       |        |
| Лејанис Перез Ернандез | Троскок    | 14,53 о      | 13,99         | 11 / 16       |            |            |                       |              |        |